# Arbutus canariensis
Arbutus canariensis Veill., conocido en castellano como madroño canario, es una especie de árbol perenne perteneciente a la familia de Ericaceae. Es originario de Macaronesia.
Es uno de los árboles que componen la laurisilva canaria.

## Descripción
Se diferencia por sus hojas oblongo-lanceoladas de hasta 15 cm, aserradas y por sus bayas carnosas y globosas, de color anaranjado o amarillo al madurar. Las flores poseen una corola de color blanco-verdoso, con tonos rojizos o rosáceos.

## Distribución y hábitat
Es un endemismo del archipiélago macaronésico de Canarias ―España―, estando presente en las islas de El Hierro, La Palma, La Gomera, Tenerife y Gran Canaria, siendo solo relativamente común en Tenerife.
Se desarrolla entre 600 a 1200 m s. n. m., en áreas abiertas y soleadas de los bordes de las formaciones de laurisilva.

## Taxonomía
El taxón fue descrito por S. Veillard y publicado en Traité des Arbres et Arbustes en 1800.
Etimología
- Arbutus: nombre genérico que procede del latín, y que era el nombre que daban los romanos al madroño.
- canariensis: epíteto relativo al archipiélago canario, en su sentido más amplio.

Sinonimia
Presenta los siguientes sinónimos:
- Arbutus callicarpa Buch
- Arbutus longifolia Andr.
- Arbutus procera Sol. ex DC.

## Importancia económica y cultural
Indicaciones: sus frutos son astringentes.
Es considerado por algunos el árbol de las manzanas de oro de la mitología griega.

## Estado de conservación
Está catalogada como especie casi amenazada en la Lista Roja de la UICN debido a que la mayoría de los ejemplares se hallan localmente como árboles individuales y se considera que su población está muy fragmentada.
Se encuentra protegida a nivel de la comunidad autónoma de Canarias al incluirse en el Anexo II de la Orden de 20 de febrero de 1991 sobre protección de especies de la flora vascular silvestre.

## Nombres comunes
Se conoce como madroño o madroñero canario.